# Fontaine-les-Coteaux
Fontaine-les-Coteaux – miejscowość i gmina we Francji, w Regionie Centralnym, w departamencie Loir-et-Cher.
Według danych na rok 1990 gminę zamieszkiwały 353 osoby, a gęstość zaludnienia wynosiła 16 osób/km² (wśród 1842 gmin Centre, Fontaine-les-Coteaux plasuje się na 795. miejscu pod względem liczby ludności, natomiast pod względem powierzchni na miejscu 590.).